# 约阿希姆·安诺森
约阿希姆·克里斯蒂安·安诺森（丹麥語：Joachim Christian Andersen，丹麥語發音：[ˈɑnɐsn̩]；1996年5月31日—），是一名丹麦足球运动员，场上司职中后卫，現效力於英超球队富勒姆，亦是丹麦国家队队员之一。

## 俱乐部生涯

### 青训
安诺森年仅4岁时就开始在家乡俱乐部格里夫效力，为球队在2000年至2009年的九年间出战了无数场比赛，积累了宝贵的经验。后来，他加盟了哥本哈根的“杰出青训学院”，然后在15岁时离队转投中日德兰。在转会至新球队后，他加入了位于伊凯斯特的“中日德兰天赋学院”，该所学校培养了像西蒙·克亚尔、温斯顿·里德、埃里克·斯威特琴科、及皮奥内·西斯托这样的名将。
2013年4月，在安诺森为中日德兰一线队完成首秀前，荷甲球队特温特派出了球探以观察他的表现，并给了他一周的试训机会，安诺森也同意了并把握住了这次来之不易的机遇。四个月后，他与特温特签下了一份青训合同。据丹麦媒体报道，转会费约为500万丹麦克朗，也就是65万欧元。俱乐部给他提供的计划为让他先在青年队效力6个月以适应荷兰的环境，然后再正式升入一线队。

### 特温特
2013年11月8日，彼时还是一名U-19球员的安诺森被提拔至了一线队；他也为特温特预备队完成了首秀，首发登场并打满全场。在他的第一个赛季中，他并没有为特温特一线队出战任何比赛，但在他的第二个赛季中，他获得了与一线队球员一起训练的许可。而当时的特温特阵中拥有像塔迪奇、齐耶赫、科罗纳、普罗梅斯、比兰特、库斯克、及莫科特乔这样的名将，安诺森也在训练时学到了许多新的防守技巧。
2015年3月7日，在特温特与威廉二世的比赛中，安诺森在比赛的最后20分钟时替补登场，终于完成了一线队首秀，此时他已加盟球队近两年之久。一周后，他与特温特续约至2018年。同样是在2015年，安诺森赢得了丹麦足协所评选的年度最佳U-19球员奖。
3月22日，安诺森进入了特温特与格罗宁根的首发名单中，并在比赛中攻入一球，打开了自己的一线队进球账户。他也渐渐的获得了更多为一线队登场比赛的机会。在2015–16赛季中，他几乎成为了一线队的主力球员，继续着自己的发展。

### 桑普多利亚
2017年8月26日，安诺森与意甲球队桑普多利亚签约。他在其他联赛中拥有不同的追求者，但还是选择了“水手”作为他的下家以在意大利进行进一步的发展。
2018年2月25日，在桑普多利亚与乌迪内斯的比赛中，安诺森完成了桑普首秀，而那个赛季中他还额外在联赛中出场7次。在2018–19赛季开始后，安诺森渐渐成为了球队的常规首发，吸引到了许多大俱乐部的注意。在他的第二个赛季中，他几乎全勤出场，只因红黄牌停赛而错过了一场比赛。2018年11月8日，桑普多利亚与安诺森续约至2022年夏天。

### 里昂
2019年7月12日，安诺森与法甲球队里昂签约5年。里昂为他支付给特温特的转会费达到了3000万欧元（2400万欧元 + 600万欧元浮动），这意味着他成为了里昂队史标王，也打破了丹麦球员的转会费纪录。
10月2日，在里昂与莱比锡RB的比赛中，安诺森完成了个人欧冠首秀；11月11日，在里昂3-1击败本菲卡的比赛中，安诺森打进了自己的首粒欧冠进球。

#### 租借加盟富勒姆
2020年10月5日，里昂中后卫安诺森租借加盟英超球队富勒姆，租期一个赛季。2020年12月19日，在富勒姆1-1战平纽卡斯尔联的比赛中，安诺森在对纽卡球员卡勒姆·威尔逊犯规后送出点球，也因此吃到了第二张黄牌，被红牌罚下。这粒点球引起了巨大的争议，英足总也在赛后将安诺森的红牌撤销。2021年2月，在帮助富勒姆在该月的6场英超比赛中仅失3球后，个人发挥出色的安诺森被提名英超月度最佳球员的称号，球队也在此期间获得了在保级路上非常重要的9个积分。2021年3月19日，安诺森在富勒姆主场1-2不敌利兹联的英超比赛中打入了效力富勒姆的首粒进球。

### 水晶宫
2021年7月28日，水晶宫宣布与安诺森签约，合同为期5年。
2024年8月23日，安德森永久回归富勒姆，并与俱乐部签署了一份为期五年的合同，据报道转会费为3000万英镑。

## 國際賽生涯
安诺森曾代表丹麦队参加过 U16、U17、U19、U20 和 U21 级别的比赛，2019年，在丹麦与科索沃及瑞士的比赛前，他首次被成年国家队征召。2019年10月15日，在丹麦4-0完胜卢森堡的比赛中，安诺森上演了国家队首秀。
2021年5月25日，安德森入选了欧洲杯的大名单。2022年11月7日，他被选入世界杯阵容。2024年5月30日，安德森入选了欧洲杯的26人名单。在对阵德国的16强比赛中，他曾因越位进球被判无效，随后因手球送出点球。比赛最终以0-2告负。

## 比赛风格
安诺森被认为是一名出色的出球型中卫，他可以胜任左右中卫的位置，也可以偶尔客串后腰位置。2018–19赛季，全意甲只有国际米兰中场马塞洛·布罗佐维奇的精准长传数量比安诺森多，而后者彼时效力于中下游球队桑普多利亚，由此可见他出色的传球能力。

## 生涯数据

### 俱乐部
最後更新：2021年5月10日
| 俱乐部         | 赛季     | 联赛     | 联赛 | 联赛 | 本土杯赛 | 本土杯赛 | 欧战 | 欧战 | 其他 | 其他 | 合计 | 合计 |
| 俱乐部         | 赛季     | 联赛级别 | 出场 | 进球 | 出场     | 进球     | 出场 | 进球 | 出场 | 进球 | 出场 | 进球 |
| -------------- | -------- | -------- | ---- | ---- | -------- | -------- | ---- | ---- | ---- | ---- | ---- | ---- |
| 特温特         | 2014–15  | 荷甲     | 7    | 1    | 1        | 0        | —    | —    | —    | —    | 8    | 1    |
| 特温特         | 2015–16  | 荷甲     | 18   | 1    | 0        | 0        | —    | —    | —    | 18   | 1    |      |
| 特温特         | 2016–17  | 荷甲     | 22   | 2    | 0        | 0        | —    | —    | —    | 22   | 2    |      |
| 特温特         | 2017–18  | 荷甲     | 2    | 0    | 0        | 0        | —    | —    | —    | 2    | 0    |      |
| 特温特         | 合计     | 合计     | 49   | 4    | 1        | 0        | —    | —    | —    | —    | 50   | 4    |
| 桑普多利亚     | 2017–18  | 意甲     | 7    | 0    | 1        | 0        | —    | —    | —    | —    | 8    | 0    |
| 桑普多利亚     | 2018–19  | 意甲     | 32   | 0    | 2        | 0        | —    | —    | —    | —    | 34   | 0    |
| 桑普多利亚     | 合计     | 合计     | 39   | 0    | 3        | 0        | —    | —    | —    | —    | 42   | 0    |
| 里昂           | 2019–20  | 法甲     | 18   | 1    | 8        | 0        | 6    | 1    | —    | 32   | 2    |      |
| 里昂           | 2020–21  | 法甲     | 3    | 0    | 0        | 0        | 0    | 0    | —    | —    | 3    | 0    |
| 里昂           | 合计     | 合计     | 21   | 1    | 8        | 0        | 6    | 1    | —    | —    | 35   | 2    |
| 富勒姆（外租） | 2020–21  | 英超     | 29   | 1    | 0        | 0        | —    | —    | —    | —    | 29   | 1    |
| 生涯合计       | 生涯合计 | 生涯合计 | 138  | 6    | 12       | 0        | 6    | 1    | 0    | 0    | 156  | 7    |

### 国家队
最後更新：2025年6月10日
| 国家队 | 年份 | 出场 | 进球 |
| ------ | ---- | ---- | ---- |
| 丹麦   | 2019 | 1    | 0    |
| 丹麦   | 2020 | 0    | 0    |
| 丹麦   | 2021 | 10   | 0    |
| 丹麦   | 2022 | 11   | 0    |
| 丹麦   | 2023 | 7    | 0    |
| 丹麦   | 2024 | 10   | 0    |
| 丹麦   | 2025 | 4    | 0    |
| 合计   | 合计 | 43   | 0    |